# Anjatan Utara
Anjatan Utara is een bestuurslaag in het regentschap Indramayu van de provincie West-Java, Indonesië. Anjatan Utara telt 7762 inwoners (volkstelling 2010).